# Nazar-Amulett

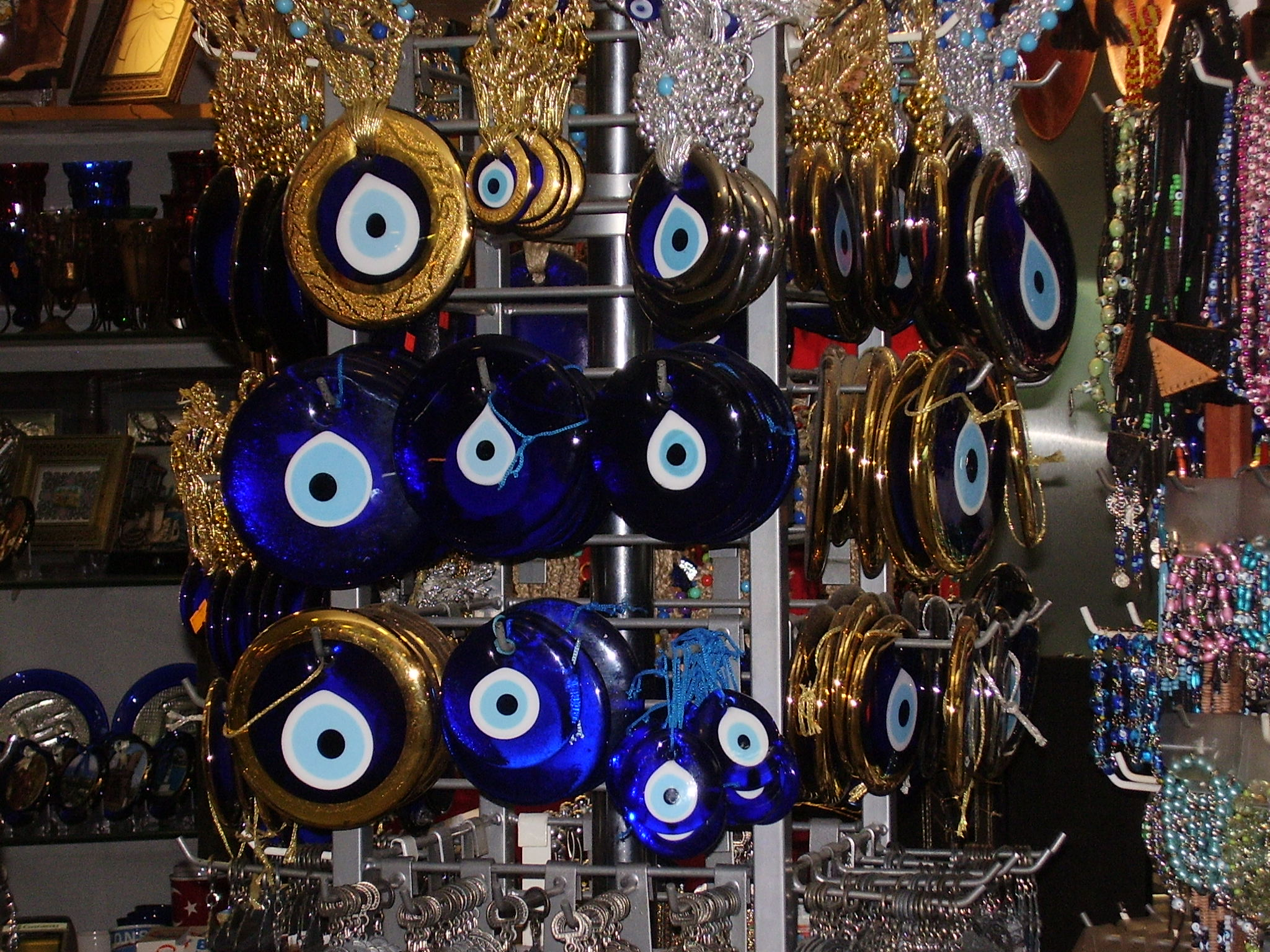
Nazar-Amulette in einem türkischen Basar

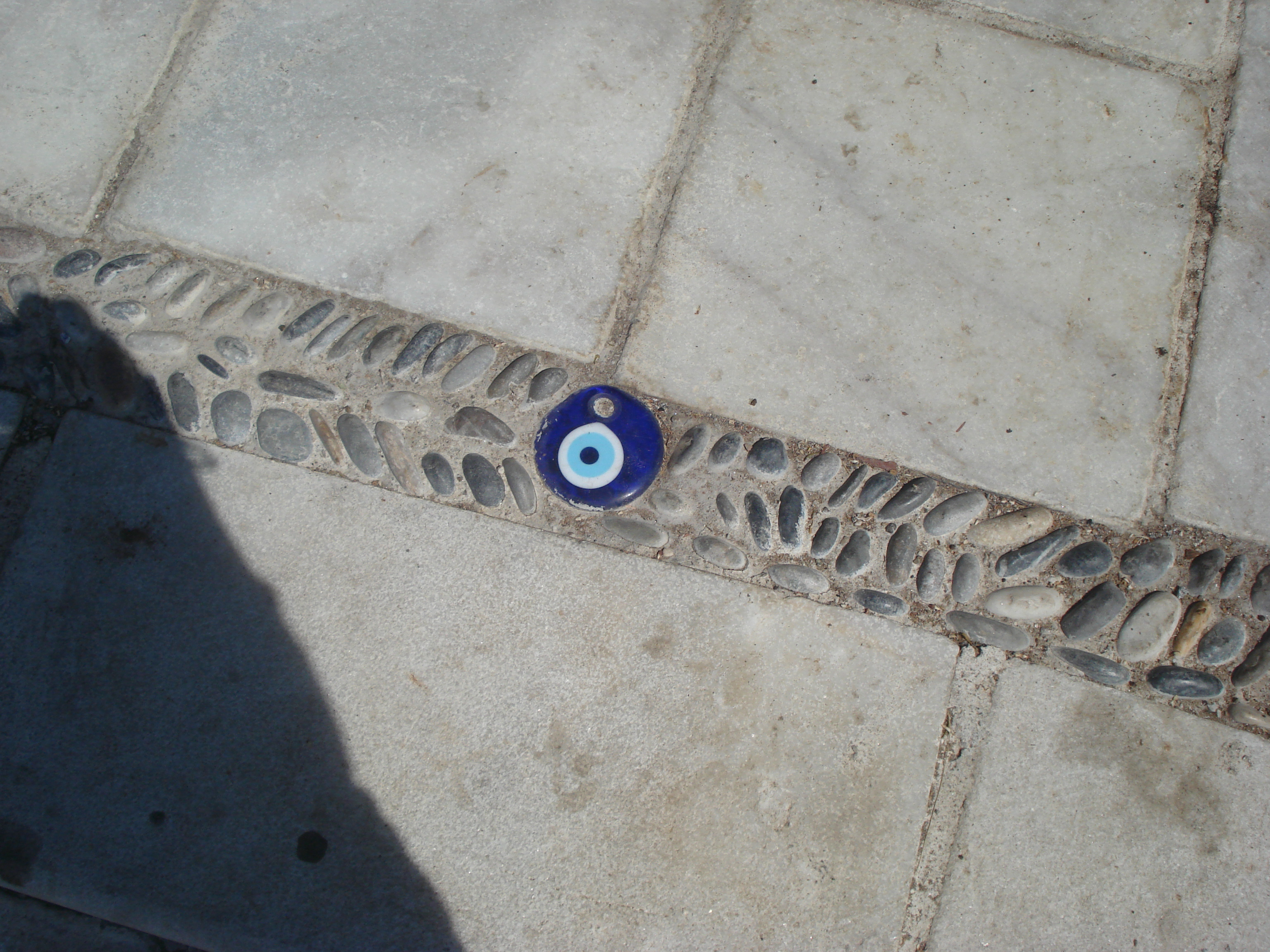
Ein im Fußgängerweg eingebautes Nazar-Amulett in Bodrum

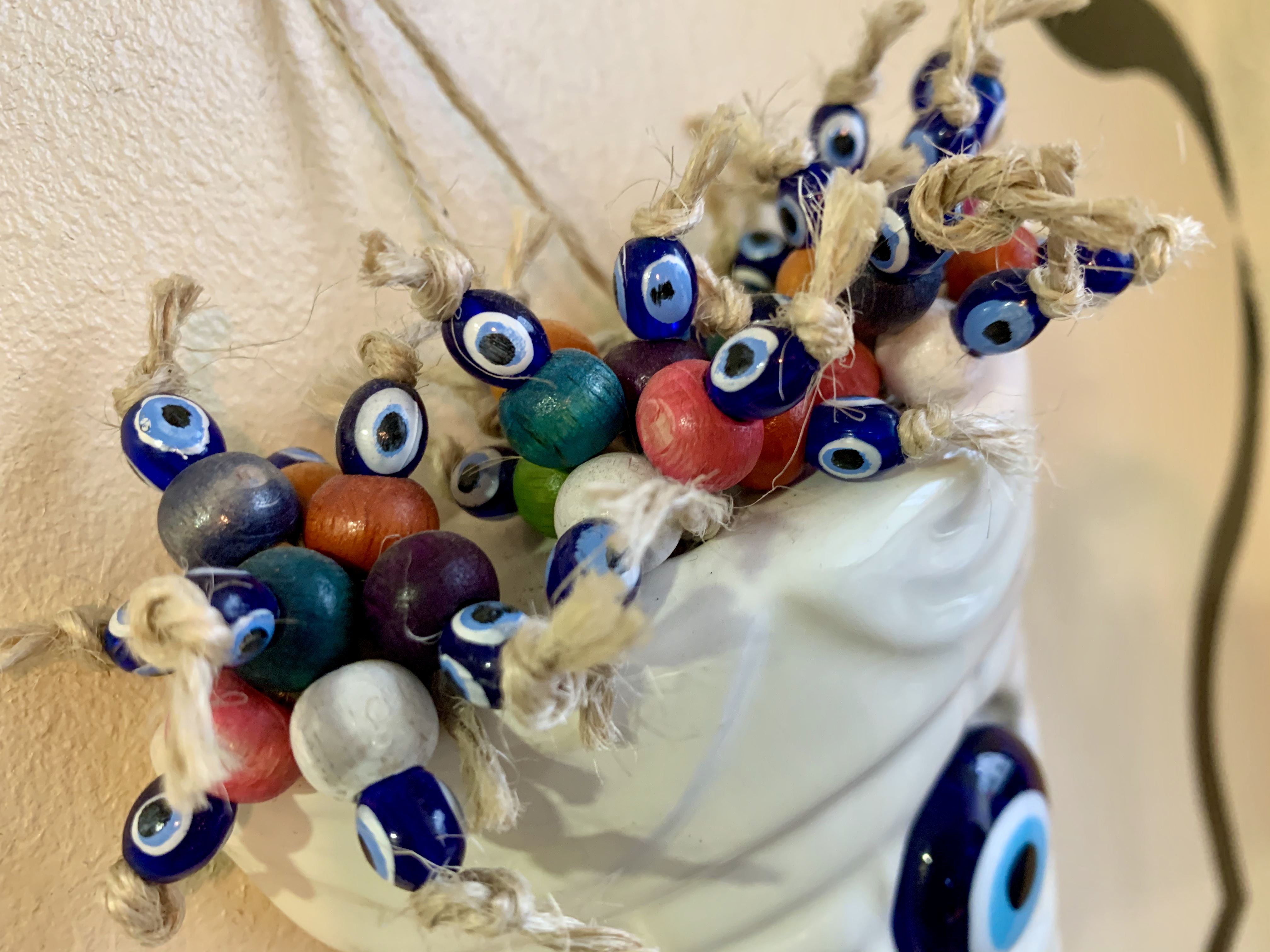
Nazar-Amulette an der Wand eines Schnell-Imbisses in Regensburg

Nazar-Amulette sind vor allem in der Türkei und in Griechenland, aber auch im Orient sowie in Teilen Zentral- und Südasiens verbreitete blaue, augenförmige Amulette, die gemäß dem Volksglauben den Bösen Blick abwenden sollen. Der Name kommt ursprünglich vom arabischen Ausdruck Nazar / نظر / Naẓar, was unter anderem für „Sehen, Blick, Einsicht“ steht. Im Türkischen bezeichnet nazar boncuğu das Nazar-Amulett bzw. wörtlich die ‚Blick-Perle‘, ebenfalls gebraucht werden die Begriffe mavi boncuk („Blaue Perle“), oder göz boncuğu („Augen-Perle“). Auf Griechisch heißt das Amulett μάτι mati, deutsch ‚Auge‘.
Im Volksglauben besitzen Menschen mit hellblauen Augen den unheilvollen Blick. Ein ebenfalls „Blaues Auge“ soll demnach als Gegenzauber diesen Blick bannen und abwenden.
Gern werden Nazar-Perlen gegen den Bösen Blick kleinen Kindern an der Kleidung befestigt, hängen als Amulett allgegenwärtig am Innenrückspiegel von vielen Taxen und Lastwagen oder dienen als Verzierung am Schlüsselanhänger. Jedoch findet man sie ebenso an der Eingangstür zu Viehställen. Geht ein „Auge“ kaputt, so hat es offensichtlich seinen Dienst getan und einen Bösen Blick abgewendet – und wird schnell durch ein neues ersetzt.
Ein Nazar-Amulett wird zumeist aus farbigem Glas hergestellt. Es hat oft die Form eines Wassertropfens. Kleinere Exemplare haben die Größe einer Perle und größere die einer flachen Scheibe. Das Charakteristische am Nazar-Amulett sind seine Farben: von innen nach außen konzentrische Kreise ähnlich wie bei der Regenbogenhaut eines Auges in den Farben Schwarz oder Dunkelblau, Hellblau, Weiß und Dunkelblau. Es wird deshalb auch oft das „Blaue Auge“ genannt. Eine andere Bezeichnung ist auch „Auge der Fatima“, benannt nach der jüngsten Tochter des Propheten Mohammed. Im Nahen Osten und Nordafrika wird das Abwehrzeichen Hand der Fatima häufig mit einem Nazar kombiniert.
Nazar-Perlen gibt es in allen Größen und Ausführungen von Stecknadelkopf- bis zu Tellergrößen in den Basaren und Souvenirläden zu kaufen. Es wird üblicherweise in der kleinen Form als Schmuck am Körper getragen oder in der größeren Fassung gut sichtbar an eine Wand (bevorzugt gegenüber einem Eingang oder einer Tür) gehängt, um dem „Bösen“ deutlich entgegenzutreten.